# Вулиця Римського-Корсакова (Донецьк)
Вулиця Римського-Корсакова — вулиця в Будьоннівському районі міста Донецьк, названа на честь композитора Миколи Римського-Корсакова. Центр селища (місцевості) Євдокіївка. Вулиця закладена в 1970-х роках.
На думку російського відділення Transparency International, на цій вулиці незадекларовану квартиру має Наталія Поклонська.
На вулиці мешкав майстер спорту міжнародного класу, тренер збірної України з парашутного спорту Віктор Покатілов.